# Aedes alongi
Aedes alongi är en tvåvingeart som beskrevs av Galliard och Ngu 1947. Aedes alongi ingår i släktet Aedes och familjen stickmyggor.
Artens utbredningsområde är Vietnam. Inga underarter finns listade i Catalogue of Life.